# 피오리아 시빅 센터
피오리아 시빅 센터(Peoria Civic Center)는 미국 일리노이주 피오리아에 위치한 실내 경기장이다. 과거 IHL 피오리아 프랜서스, 피오리아 리버맨와 ECHL 피오리아 리버멘 그리고 AHL 피오리아 리버멘의 홈경기장으로 사용했으면, 현재 SPHL 피오리아 리버멘의 홈경기장으로 사용하고 있다.